# مینستد
مینستد (به انگلیسی: Minstead) یک روستا و محله مدنی در بریتانیا است که در New Forest District واقع شده‌است. مینستد ۶۳۷ نفر جمعیت دارد.